# 청춘연애
《청춘연애》(중국어: 原来你还在这里)는 2015년 공개된 중국의 영화 작품이다.

## 출연
- 유역비 : 소운금 역
- 크리스 : 정쟁 역
- 교임량
- 이몽
- 김세가
- 리친
- 학소문